# Baiyinnuo'er
Baiyinnuo'er (kinesiska: 白音诺尔, 白音诺尔镇) är en köping i Kina. Den ligger i den autonoma regionen Inre Mongoliet, i den norra delen av landet, omkring 720 kilometer nordost om regionhuvudstaden Hohhot. Antalet invånare är 10805. Befolkningen består av 5 178 kvinnor och 5 627 män. Barn under 15 år utgör 17,0 %, vuxna 15-64 år 79 %, och äldre över 65 år 3,0 %.
Genomsnittlig årsnederbörd är 554 millimeter. Den regnigaste månaden är juni, med i genomsnitt 166 mm nederbörd, och den torraste är januari, med 4 mm nederbörd.